# Qatar ExxonMobil Open 2013
Відкритий чемпіонат Катару 2013 (також відомий як Qatar ExxonMobil Open 2013 за назвою спонсора) — 21-й чоловічий тенісний турнір, який відбувся з 31 грудня по 5 січня в місті Доха (Катар) на відкритих твердих кортах у Міжнародному центрі тенісу і сквошу Халіфа. Був одним зі змагань ATP 250 як частини Світового туру ATP 2013.

## Учасники основної сітки в одиночному розряді

### Сіяні гравці
| Країна    | Гравець            | Рейтинг1 | Посіяний |
| --------- | ------------------ | -------- | -------- |
| Іспанія   | Давид Феррер       | 5        | 1        |
| Франція   | Рішар Гаске        | 10       | 2        |
| Німеччина | Філіпп Кольшрайбер | 20       | 3        |
| Росія     | Михайло Южний      | 25       | 4        |
| Франція   | Жеремі Шарді       | 32       | 5        |
| Сербія    | Віктор Троїцький   | 38       | 6        |
| Іспанія   | Фелісіано Лопес    | 40       | 7        |
| Іспанія   | Пабло Андухар      | 42       | 8        |

- 1 Рейтинг станом на 24 грудня 2012.

### Інші учасники
Нижче наведено учасників, які отримали вайлдкард на участь в основній сітці:
- Джабор Мохаммед Алі Мутава
- Мохамед Сафват
- Муса Шанан Заїд

Нижче наведено гравців, які пробились в основну сітку через стадію кваліфікації:
- Даніель Брандс
- Дастін Браун
- Ян Герних
- Тобіас Камке

### Відмовились від участі
До початку турніру
- Ксав'є Малісс
- Рафаель Надаль[1]

## Учасники основної сітки в парному розряді

### Сіяні гравці
| Країна  | Гравець          | Країна     | Гравець        | Рейтинг1 | посіяний |
| ------- | ---------------- | ---------- | -------------- | -------- | -------- |
| Швеція  | Роберт Ліндстедт | Сербія     | Ненад Зімоньїч | 28       | 1        |
| Австрія | Юліан Ноул       | Словаччина | Філіп Полашек  | 69       | 2        |
| Італія  | Даніеле Браччалі | Австрія    | Олівер Марах   | 72       | 3        |
| Чехія   | Франтішек Чермак | Словаччина | Міхал Мертиняк | 72       | 4        |

- 1 Рейтинг станом на 24 грудня 2012.

### Інші учасники
Нижче наведено пари, які отримали вайлдкард на участь в основній сітці:
- Абдуррахман Харіб /  Муса Шанан Заїд
- Джабор Мохаммед Алі Мутава /  Мохамед Сафват

## Champions

### Одиночний розряд
- Рішар Гаске —  Микола Давиденко, 3–6, 7–6(7–4), 6–3
- Це був восьмий титул Гаске за кар'єру.

### Парний розряд
- Крістофер Кас /  Філіпп Кольшрайбер —  Юліан Ноул /  Філіп Полашек, 7–5, 6–4